# 維多利亞病童醫院
維多利亞病童醫院（英語：Victoria Hospital for Sick Children）是加拿大安大略省多倫多的一座建築。
該建築位於書院街夾伊利沙伯街處，靠近多倫多全科醫院。其在1951年之前為多倫多病童醫院院舍，今用作加拿大血液服務局捐血中心。